# Boomkatalog.One
Boomkatalog.One è il primo album in studio del duo statunitense Boomkat, pubblicato nel 2003.

## Tracce
1. Yo!verture – 2:24
2. The Wreckoning – 3:09
3. Now Understand This – 3:10
4. Wastin' My Time – 3:49
5. Move On – 3:51
6. B4 It's 2 L8 – 4:13
7. Know Me – 3:29
8. Daydreamin' – 3:53
9. Crazylove – 3:41
10. Look at All the People – 5:12
11. Bein' Bad – 4:17
12. What U Do 2 Me – 3:50
13. Answers – 3:59
14. Left Side/Right Side – 4:22

## Formazione
- Kellin Manning
- Taryn Manning